# آلن برتون (بازیکن فوتبال، زاده ۱۹۳۹)
آلن برتون (انگلیسی: Alan Burton؛ زادهٔ ۱۱ ژانویهٔ ۱۹۳۹) بازیکن فوتبال اهل بریتانیا است.
از باشگاه‌هایی که در آن بازی کرده‌است می‌توان به باشگاه فوتبال آلتون تاون و باشگاه فوتبال ویمبلدون اشاره کرد.